# شارل الحاج
شارل الحاج مهند س اتصالات لبناني يشغل منصب وزير الاتصالات في حكومة نواف سلام منذ 8 شباط (فبراير) 2025. في عهد الرئيس جوزاف عون. وهو من بلدة بتدين اللقش وابن منطقة جزين محافظة الجنوب

## عمله ووظائفه
معروف عنه في مجال العمل العام والاغترابي. شغل منصب الرئيس السابق لـ«المؤسسة المارونية للانتشار»، وهي المؤسسة المعنية بالتواصل مع اللبنانيين المنتشرين حول العالم.